# Veselíčko 1.díl
Veselíčko 1.díl (německy Freudenhain) je samota a část obce Veselé v okrese Děčín, dříve díl vesnice Veselíčko, dnes již zaniklé. Nachází se asi 2,5 kilometru jihovýchodně od vsi Veselé.

## Poloha a popis
Veselíčko 1.díl leží v katastrálním území Veselé. Nachází se v sedle mezi kopci Veselka (460 m n. m.) a Vysoký les (464 m n. m.), proti kopci Hůrka (404 m n. m.). Vedou z něj zpevněné cesty do vesnic Markvartice (2 km) a Kerhartice (1 km) a nezpevněná cesta na jih, kolem Skřivánčího vrchu směrem na Malou Bukovinu nebo Karlovku (3 km). V oblasti nejsou značeny žádné pěší ani cyklistické turistické trasy, na kopci Vysoký les však Sdružení dobrovolníků z obce Markvartice vybudovalo vyhlídkovou plošinu, ohniště s lavičkami a přístřešek.

## Historie
První písemná zmínka pochází ze 16. století. Do roku 1946 nesla osada název Freudenheim 1. díl.
V letech 1869–1910 je celé Veselíčko pod názvem Freudenheim zmiňován jako osada obce Freudenberg v okrese Děčín. Rozdělení Veselíčka na díly je doloženo z let 1921–1930, kdy je zmiňován Freudenheim 1. díl jako osada obce Freudenberg v okrese Děčín a Freudenheim 2. díl jako osada obce Markvartice v okrese Děčín. V roce 1950 jsou zmiňovány již českým názvem, 1. díl jako osada obce Veselé tentokrát v okrese Nový Bor, 2. díl stále jako osada obce Markvartice v okrese Děčín. V dalších letech 2. díl jako osada zanikl. 1. díl byl i s obcí Veselé od roku 1961 opět přeřazen do okresu Děčín, v období od 1. července 1980 do 23. listopadu 1990 byl součástí města Česká Kamenice, 24. listopadu 1990 se opět obec Veselé (s osadou Veselíčko 1. díl) osamostatnila.

## Obyvatelstvo
Při sčítání lidu v roce 1921 ve vsi žilo 78 obyvatel (z toho čtyřicet mužů), z nichž byl jeden Čechoslovák a 77 Němců. Kromě jednoho evangelíka se hlásili k římskokatolické církvi. Podle sčítání lidu z roku 1930 měla vesnice 78 obyvatel: jednoho Čechoslováka a 77 Němců. Jeden z nich byl evangelík a ostatní byli římskými katolíky.
|                                                                 | 1869 | 1880 | 1890 | 1900 | 1910 | 1921 | 1930 | 1950 | 1961 | 1970 | 1980 | 1991 | 2001 | 2011 |
| --------------------------------------------------------------- | ---- | ---- | ---- | ---- | ---- | ---- | ---- | ---- | ---- | ---- | ---- | ---- | ---- | ---- |
| Obyvatelé                                                       | 107  | 99   | 105  | 83   | 97   | 78   | 78   | 32   | 26   | 2    | 2    | —    | 3    | 3    |
| Domy                                                            | 20   | 21   | 21   | 19   | 19   | 18   | 18   | 9    | —    | 1    | 1    | —    | 1    | 1    |
| Počet domů z roku 1961 je zahrnut v domech místní části Veselé. |      |      |      |      |      |      |      |      |      |      |      |      |      |      |

## Další fotografie

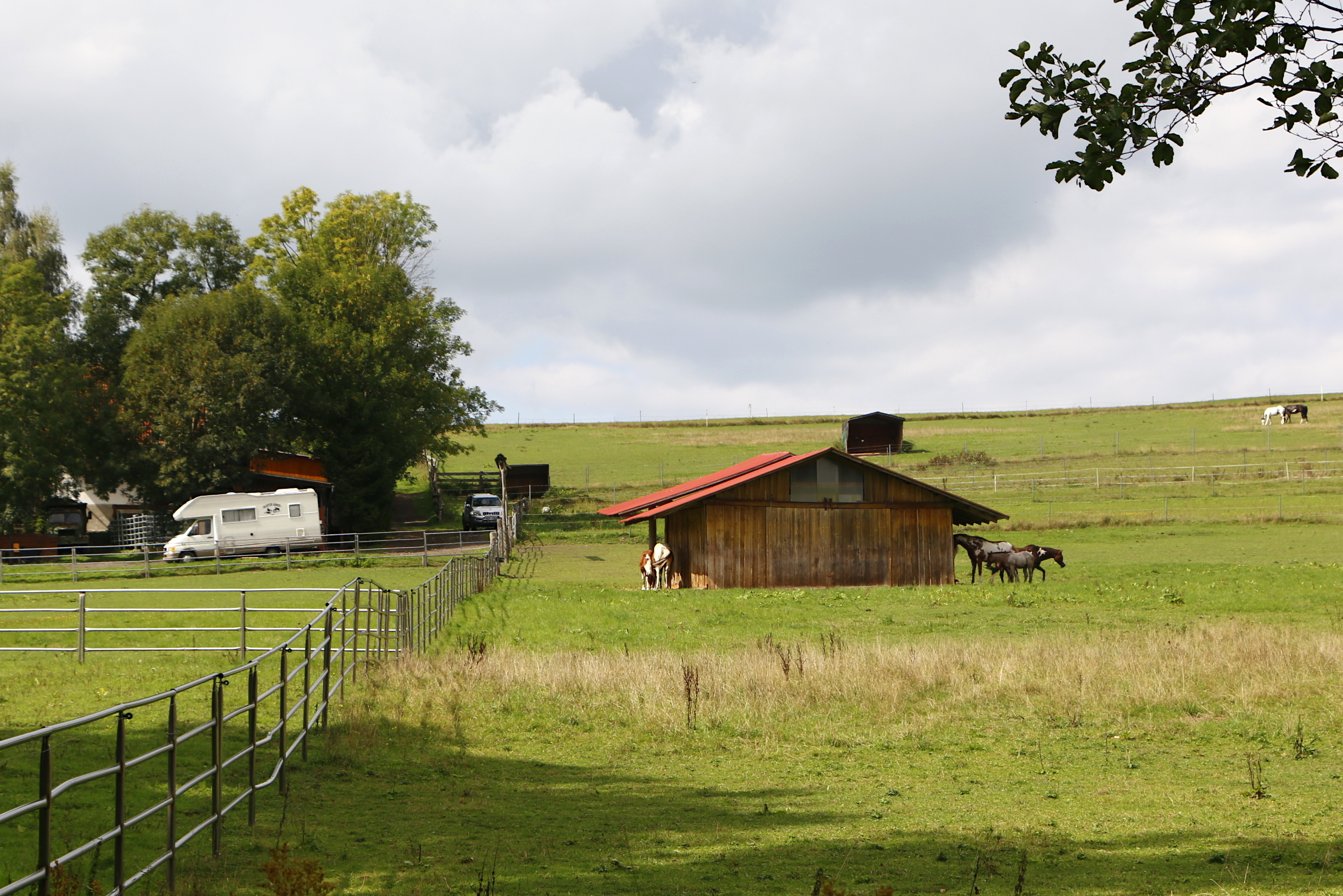
Pastviny
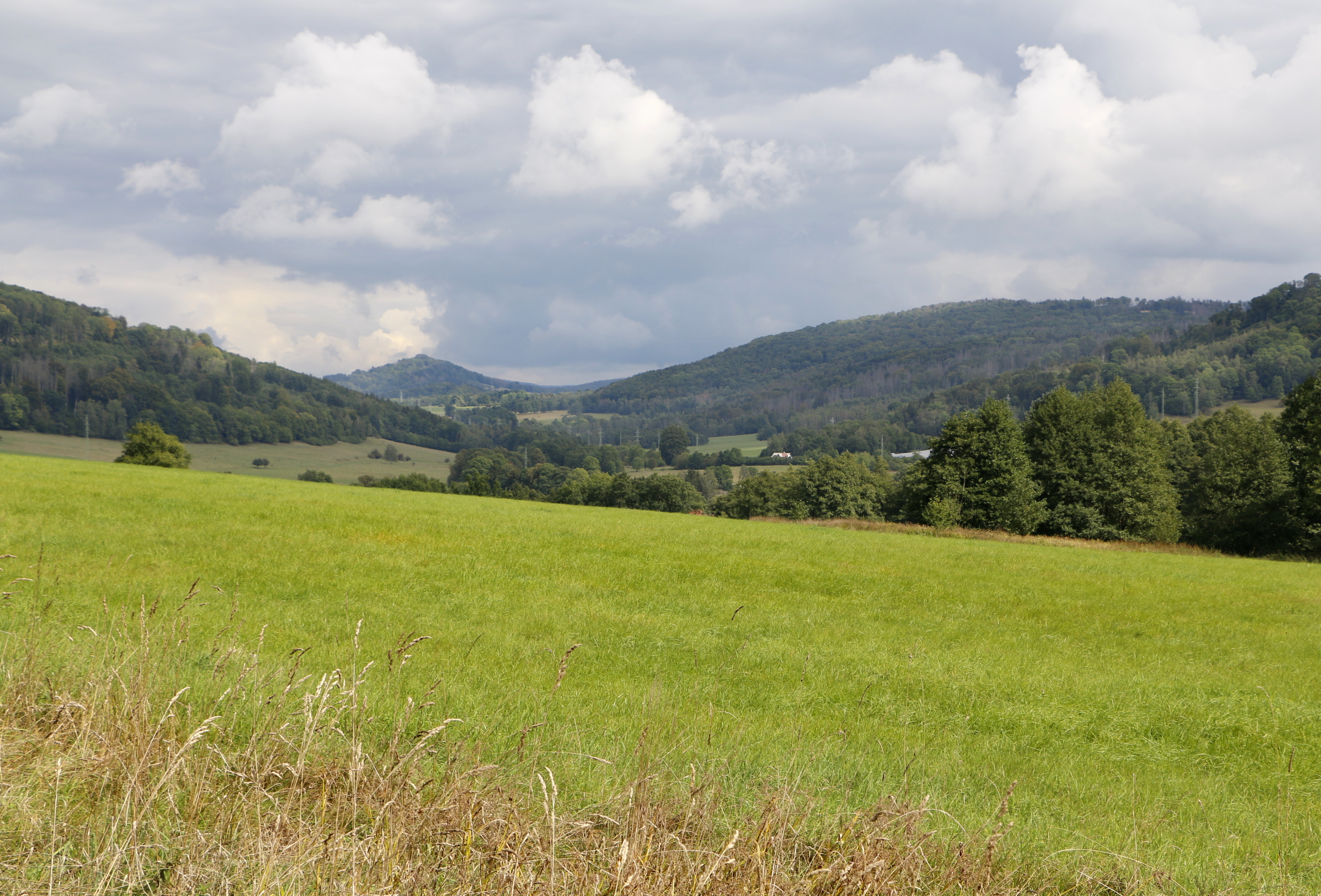
Krajina u vsi: v pozadí vrch Sedlo (447 m)
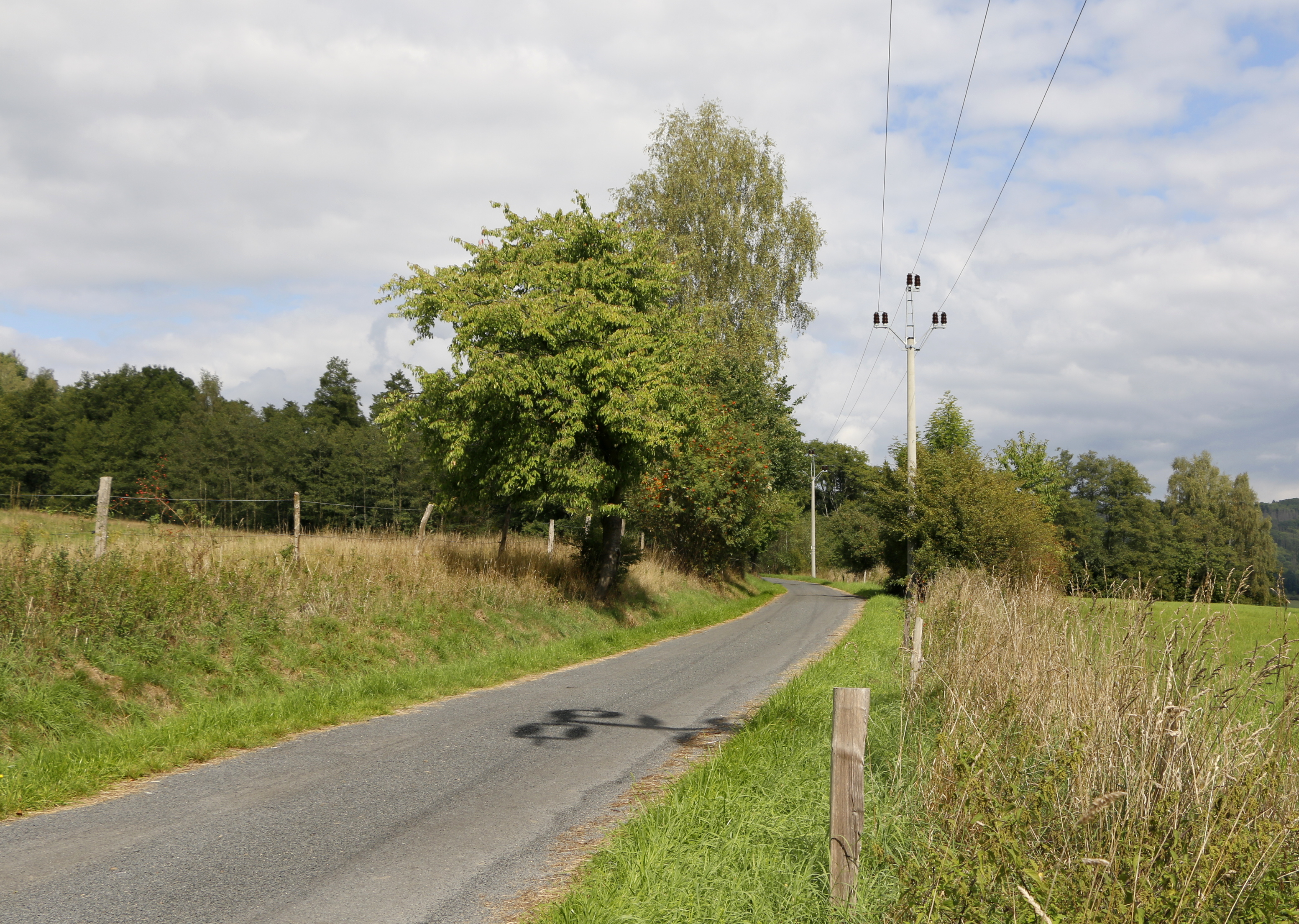
Místní silnice